# Obrana Yagura

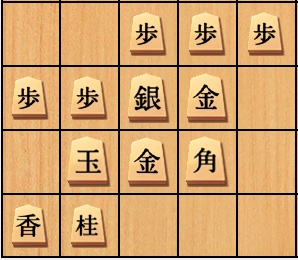
Yagura hrad

Yagura hrad, nebo také Yagura zahájení, je obranná strategie v japonské šachové hře šógi. Toto zahájení hry je považováno za nejsilnější obranné postavení s bezpečně chráněným králem a dobře opevněnou řadou pěšců, kdežto věž, střelec i ostatní pěšci jsou připraveni podpořit pozdější útok stříbrným generálem nebo jezdcem. Je velmi nesnadné tuto obranu prolomit i když je slabší po stranách. Yagura hrad je typicky používán jako obranné postavení proti zahájení se stojící věží, při kterém postupuje nepřátelský věžový pěšec.
Jelikož hotový hrad protihráče je velmi těžké prolomit bez poměrně velké ztráty kamenů, při stavbě vlastního hradu se často používá taktika překvapivého útoku dříve, než protihráč dokončí sestavení vlastní obranné formace.